# Modra
Modra (in ungherese Modor, in tedesco Modern, in latino Modorinum) è una città della Slovacchia facente parte del distretto di Pezinok, nella regione di Bratislava.
Modra è famosa per la sua industria della ceramica, che deriva dalla tradizionale maiolica habana, e del vino. La china blu e bianca è famosa in tutto il Paese. A Modra è situato anche l'omonimo osservatorio, facente parte anche di una rete di controllo geo-ambientale coinvolgente altre stazioni di monitoraggio situate a Bologna, Lecce, Campi Salentina.

## Cultura
A Ľudovít Štúr, che vi morì, è intitolato un monumento e un piccolo museo, chiamato Štúrova izba (Stanza di Štúr).
Modra diede i natali a Ján Bakoš (1890-1967), semitista.